# Springer Márta
Springer Márta (Budapest, 1925. április 8. – 2022. április 29.) magyar dramaturg, műfordító. 

## Élete
Springer Sámuel Ervin (1890–1962) ügyvéd és Halász Borbála (1895–1975) gimnáziumi tanárnő lányaként született. Középiskolai tanulmányait az Országos Nőképző Egyesület Veres Pálné Leánygimnáziumában (1935–1943) végezte. 1948–1952 között a Színház- és Filmművészeti Főiskola színházrendező szakán tanult. Ezután a Magyar Néphadsereg Színházában dolgozott. 1953–1958 között a Szegedi Nemzeti Színház dramaturgja volt. 1958-tól volt hosszú évtizedeken át a Madách Színház tagja.